# Locustella caudata
El zarzalero colilargo (Locustella caudata) es una especie de ave paseriforme de la familia Locustellidae endémica de Filipinas.

## Distribución y hábitat
El zarzalero colilargo se encuentra únicamente en las montañas de las dos islas principales del archipiélago filipino Luzón y Mindanao.